# バニヤス級ミサイル艇
バニヤス級ミサイル艇（英語: Ban Yas Class Missile boat）は、アラブ首長国連邦海軍（UAE海軍）のミサイル艇の艦級。旧西ドイツにあるリュールセン社のフェーゲザック造船所によって6隻が建造された。
1977年に発注され、1980年から1981年にかけて就役した。2023年時点で、全艇が運用中である。

## 設計
設計は、リュールセン社のTNC45型に基づいている。満載排水量は就役当時で259t、近代化改修後は264tで、全長は44.9ｍ、最大幅は7.0m、喫水は2.5mである。乗員は士官5名を含む40名。機関にはMTU社の16V538 TB92 ディーゼルエンジンを4基搭載し、4軸で推進する。合計出力は13,640hpで、最大速力は40ノット、航続距離は38ノット時で500海里、16ノット時で1500海里である。

## 装備
兵装は、艦首にオート・メラーラ コンパット 62口径76mm両用砲を、艦尾にはブレダ 70口径40mm連装機関砲塔を搭載している。また、上部構造物区画の後方にエグゾセ MM40艦対艦ミサイルの連装発射筒を2基、舷側の斜め前方に向けて設置しているが、MM40を搭載したのは本級が初めてであった。このほか、7.62mm機関銃2基がある。なお、2000年代中ごろに開始されたTalif-45と呼ばれる近代化改修プログラムにより、エグゾセはブロック3に変更された。
電子装備については、就役当初はPEAB 9LV 200 Mk2 火器管制レーダーおよびレイカル/デッカ TM1226 航海レーダー、40mm機関砲用のパンダ 電子光学方位盤があり、電子戦・対抗装備としてレイカル カットラスおよびシグナス ESM/ECM装置、CSEE ダゲー チャフ発射機が装備されていた。これらは1990年代と2000年代に行われた近代化改修によって変更されており、改修後はC4Iシステムに9LV Mk3E CETRISを搭載した。また、レーダーはボフォース・エリクソン シー・ジラフ50HC Gバンド対水上捜索レーダーとシグナール スカウト Iバンド航海レーダーに変更し、9LV 200 Mk2 火器管制レーダーには電子光学装置とレーザー測距モジュールを追加している。
電子戦・対抗手段は、タレス DR3000 ESM装置とダゲー チャフ/IRデコイ発射機になった。

## 同型艦
| 番号       | 艦名               | 建造所             | 就役        | 状況 |
| ---------- | ------------------ | ------------------ | ----------- | ---- |
| P4501→P151 | バニヤス Ban Yas   | リュールセン造船所 | 1980年 11月 | 現役 |
| P4502→P152 | マーバン Marban    | リュールセン造船所 | 1980年 11月 | 現役 |
| P4503→P153 | ラドム Rodqm       | リュールセン造船所 | 1981年 7月  | 現役 |
| P4504→P154 | シャヒーン Shaheen | リュールセン造船所 | 1981年 7月  | 現役 |
| P4505→P155 | サーガル Sagar     | リュールセン造船所 | 1981年 9月  | 現役 |
| P4506→P156 | タリフ Tarif       | リュールセン造船所 | 1981年 9月  | 現役 |